# Liste der Gouverneure der North Bank Region
Die Liste der Gouverneure der North Bank Region listet die Regional-Gouverneure, also die obersten Vertreter der Regierung, in der North Bank Region des westafrikanischen Staates Gambia.

## Liste
Aufgrund der Quellenlage ist die Liste unvollständig und wird stetig ergänzt.
| Zeitraum                     | Amtsinhaber in der North Bank Region |
| ---------------------------- | ------------------------------------ |
|                              | Dembo M. Badjie (* 1952)             |
| um 1987                      | Demba Comma                          |
| 1996 bis 2001                | Lamin Comma                          |
| um 2001                      | Sulayman Keita                       |
| um 2002                      | Momodou Soma Jobe                    |
| –2006                        | Batata Juwara                        |
| 2006–Februar 2012            | Eduwarr Seckan                       |
| Februar 2012 bis Feb 2017    | Lamin Queen Jammeh                   |
| 6. März 2017 bis August 2020 | Ebrima K. S. Dampha                  |
| August 2020 bis Juni 2024    | Lamin Saidykhan                      |
| seit Juni 2024               | Fatou Jammeh Touray                  |

Nicht enthalten in der Liste: Sulayman Masanneh Ceesay (1939–2015), er diente als Divisional Commissioner allen fünf Divisionen (heute Regionen). Der Zeitraum ist noch unbelegt.